# Jean Eschbach (1854-1905)
Pour les articles homonymes, voir Eschbach.
Jean Eschbach, né le 19 janvier 1854 à Strasbourg et mort le 3 septembre 1905 à Paris, est un dessinateur français.

## Biographie
Né le 19 janvier 1854 à Strasbourg, au no 12 de la place Broglie, Alfred-Jean-Baptiste-Henri Eschbach est le fils de Justine-Eugénie-Laurence Eschbach, née Gauvenel dit Dijon, et de Louis-Prosper-Auguste Eschbach (1814-1860), avocat et professeur à la faculté de droit.
Après avoir été quelque temps officier, Jean Eschbach quitte l'armée pour se consacrer à la peinture et au dessin. Au début des années 1880, il réalise pour la presse parisienne des dessins humoristiques qu'il signe « J. Eschbach » ou « J. Esch ». Il aurait aussi utilisé d'autres pseudonymes. Il illustre également des partitions de chansons et réalise des chromolithographies ainsi que des croquis de femmes « légers ». Il est l'ami de Jules Jouy.
En mai 1882, Eschbach est condamné à 18 mois de prison et 2000 francs d'amende à cause de sa collaboration à la Gazette grivoise, dont un dessin, attribué à lui, a été jugé pornographique. Habitant alors dans le quartier de Belleville, il prend la fuite à Bruxelles, dont est originaire sa femme, Marie-Justine Rentiers (1856-1891). Il poursuit ses activités depuis cet exil belge jusqu'à la fin des années 1880. Dès cette époque, il réalise des affiches de spectacles.
Eschbach retourne ensuite à Paris et se réinstalle dans le quartier de Belleville. Au début des années 1890, il habite en effet au no 11 de la rue des Envierges, où meurt son épouse en 1891. Leurs enfants, dont Paul, né en 1881, sont recueillis par un orphelinat.
À la fin de sa vie, Eschbach habite au no 22 de l'allée des Tamaris, à Maisons-Alfort, où il est dresseur de chiens. Il meurt à l'hôpital de la Pitié, au no 1 de la rue Lacépède, le 3 septembre 1905.

Quelques œuvres de J. Eschbach
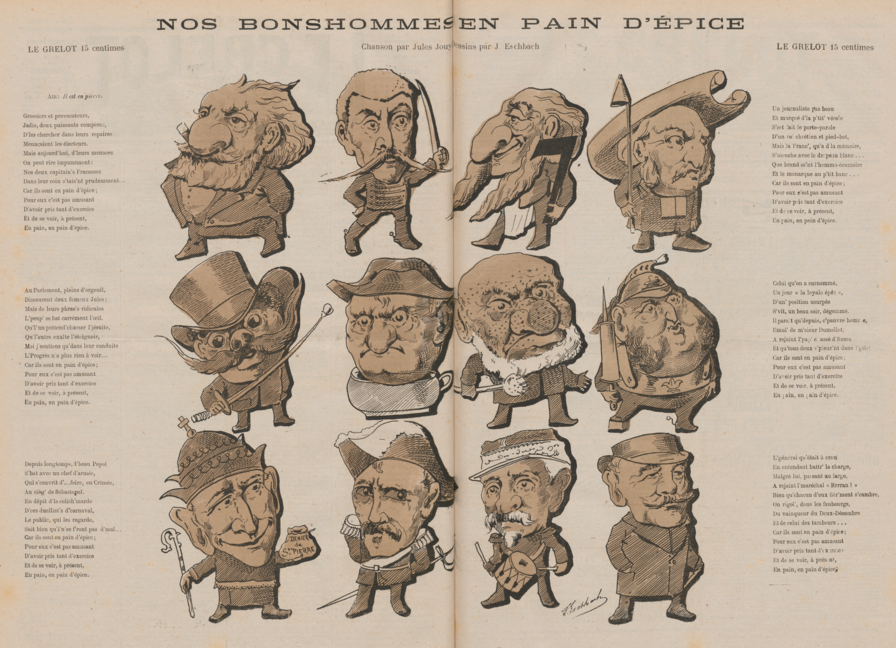
Nos Bonshommes en pain d'épice, chanson écrite par Jules Jouy (Le Grelot, 30 avril 1882).
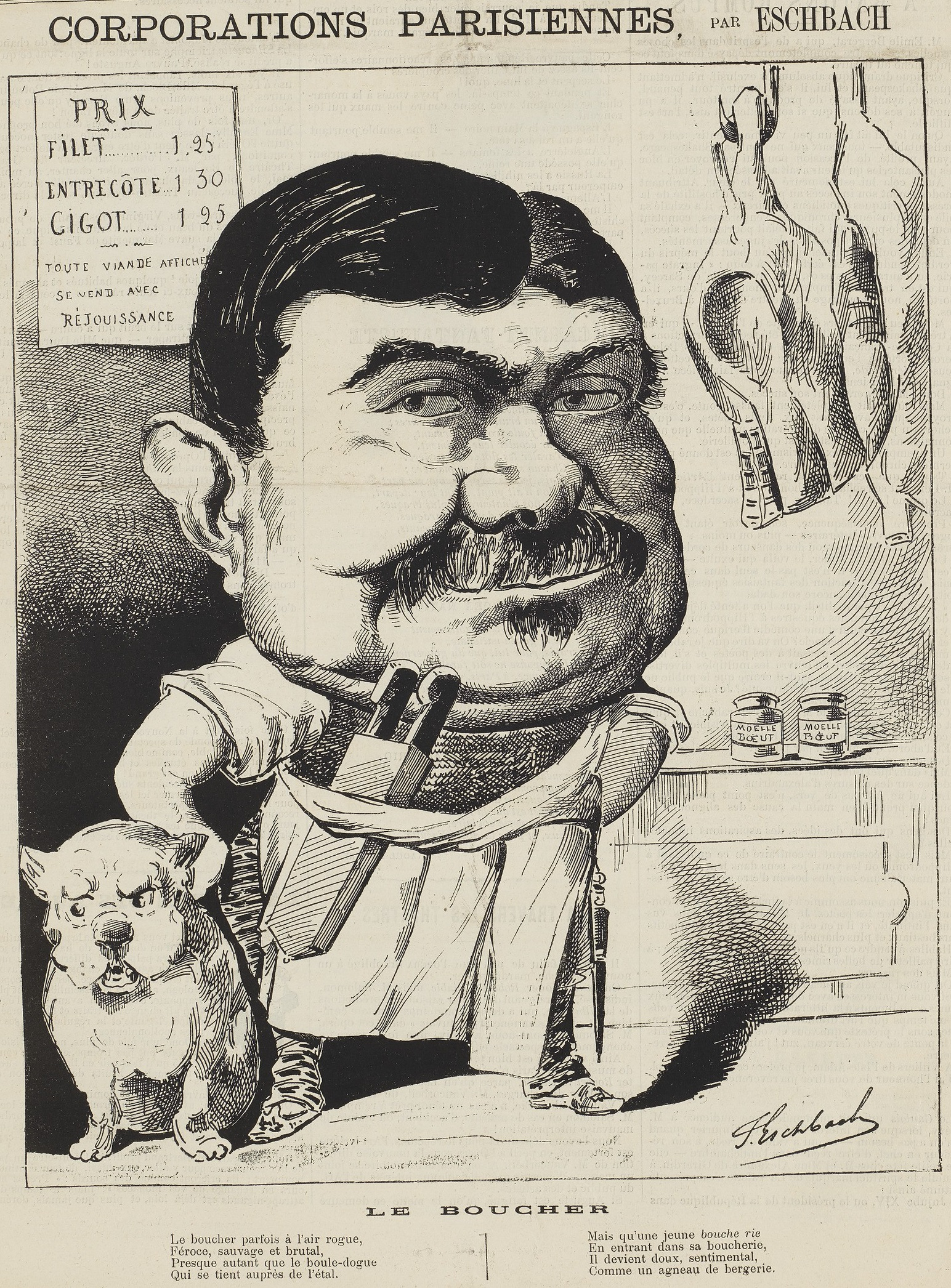
Le Boucher (La Silhouette, 29 mars 1883.
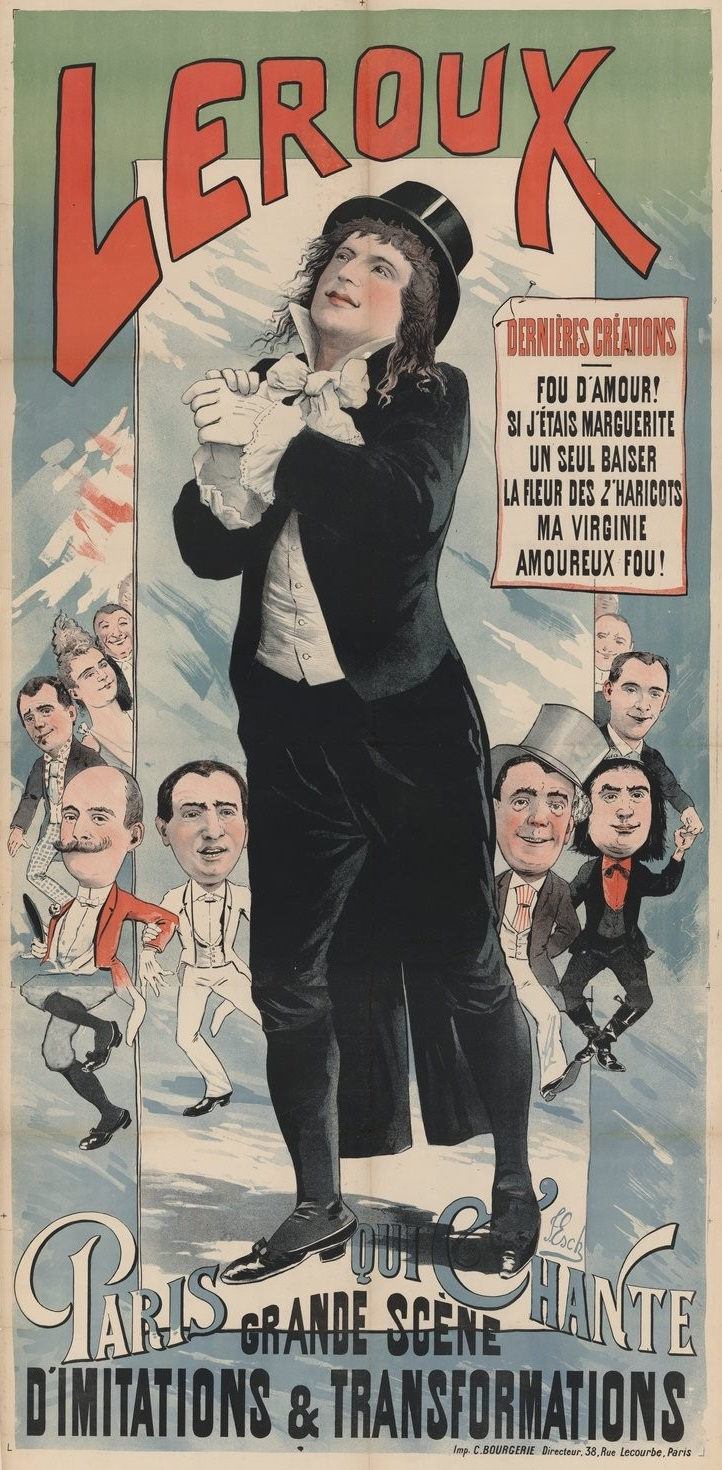
Affiche pour un spectacle (vers 1890).

## Dessins dans la presse
Jean Eschbach a collaboré aux publications suivantes :
- La Bombe (1879 et 1882)[10]
- La Cravache parisienne (1881)[10]
- Le Diable à quatre[10]
- L'Eclipse (1884-1885 et 1894)[10]
- L'Esprit gaulois[10]
- L’Événement parisien illustré (1880 et 1882)[10]
- Le Farceur (1892)[10]
- Le Frondeur (1882)[10]
- La Gazette grivoise (1882)
- Le Grelot[10]
- Le Journal des merdeux (1882)[11]
- La Mascarade[12]
- Le Monde illustré (1891)[13]
- La Nouvelle Lune[10]
- Le Parisien illustré (1881-1882)[14]
- Le Pêle-Mêle (1905)[10]
- Le Piron[10]
- Le Polichinelle (1880)[10]
- Le Rasoir (Belgique)[10]
- La Silhouette (1883)[10]
- L'Univers illustré (1890-1891)[15]